# لایل (تنسی)
لایل(به انگلیسی: Lyles) شهری در ایالت تنسی کشور ایالات متحده آمریکا است که جمعیت آن در سرشماری سال ۲۰۱۰ میلادی، ۷۳۴ نفر بوده‌است.